# A-Ba-Ni-Bi
Das Lied A-Ba-Ni-Bi (hebräisch א-ב-ני-בי; hebräische B-Sprache für das Wort ani in der Bedeutung Ich) war der Gewinner des Eurovision Song Contests 1978 in Paris. Es wurde für Israel von Izhar Cohen und der Begleitgruppe Alphabeta interpretiert.

## Entstehung und Geschichte
Mit A-Ba-Ni-Bi gewann Israel erstmals eine Eurovisionssendung, sodass nach den geltenden Regeln der Eurovision Song Contest im folgenden Jahr erstmals in einem nicht-europäischen Land stattfand.
Der Songtext stammt aus der Feder von Ehud Manor. Die Musik, in rhythmischem Disco-Stil, wurde von Nurit Hirsh komponiert und dirigiert. Manor und Hirsh hatten schon 1973 den israelischen Eurovisionsbeitrag gemeinsam gestaltet, der damals von Ilanit präsentiert wurde. A-Ba-Ni-Bi war ursprünglich für ein israelisches Kinderlieder-Festival vorgesehen, kam dann aber auf Betreiben von Ehud Manor in die Eurovision-Vorentscheidung. Der Text handelt von kleinen Kindern, die sich in der Bet-Sprache über Liebe unterhalten, und so lautet auch der Refrain a-ba-ni-bi o-bo-he-be-w o-bo-ta-ba-ch, was im Standardhebräischen ani ohew otach (hebräisch אני אוהב אותך, „Ich liebe dich“) entspricht. Die Einleitung in der kindlichen B-Sprache stieß zunächst nicht auf allgemeine Begeisterung. Trotzdem hatte der Song auch in späteren Jahren Erfolg und fand Platz in einem Favoriten-Medley, beispielsweise im Halbfinal 2006 in Athen.
Der Song war am Veranstaltungsabend an achtzehnter Stelle programmiert, zwischen dem spanischen Duo Baccara, das für Luxemburg Parlez-vous français? sang, und der österreichischen Band Springtime mit Mrs. Caroline Robinson. Musikalisch ist A-Ba-Ni-Bi vom Disco-Stil der Bee Gees beeinflusst, Cohen und seine fünfköpfige Begleitgruppe Alphabeta – drei Frauen und zwei Männer – waren weiß gekleidet und beendeten die Darbietung mit einer überraschenden Tanzeinlage. Schließlich gewann der israelische Beitrag mit 157 Punkten und erhielt 20 Punkte mehr als das zweitplatzierte Belgien. Als klar wurde, dass Israel gewinnen würde, beendete das jordanische Fernsehen die Übertragung, zeigte einen Strauß Narzissen und erklärte, dass Belgien den Wettbewerb gewonnen habe.
Im folgenden Jahr wurde der israelische Beitrag in Jerusalem wiederum zum Gewinner, mit Hallelujah der Gruppe Milk & Honey. Nach Spanien (1968 und 1969) und Luxemburg (1972 und 1973) wurde somit Israel das dritte Land, das in zwei aufeinanderfolgenden Jahren den Eurovisionswettbewerb gewann. Später, ab 1992, gewann Irland den Wettbewerb in drei aufeinanderfolgenden Jahren. Izhar Cohen nahm auch am Eurovision Song Contest 1985 im schwedischen Göteborg teil, wo er mit Olé, Olé Fünfter wurde.
A-Ba-Ni-Bi wurde vielfach gecovert, unter anderem von der türkischen Band Grup Vitamin in ihrem Album Aşkın Gözyaşlar („Tränen der Liebe“, 1994). Es wurde 2018 von Netta Barzilai vorgetragen, die in diesem Jahr mit Toy den Eurovisionswettbewerb gewann.